# Porxos de la plaça de Catalunya (Girona)
Plaça de Catalunya és una plaça del municipi de Girona. Els porxos de la plaça formen part de l'Inventari del Patrimoni Arquitectònic de Catalunya.

## Antecedents
Anteriorment, en la riba occidental del riu Onyar, ocupant l'oest de l'actual plaça, s'hi havia alçat el convent de Sant Francesc de Paula de Girona, construït el 1611, però enderrocat a la decada dels anys seixanta, totalment en desús.

## Porxos
Conjunt de porxada des del carrer Ginesta fins al carrer Pompeu Fabra. Són els sotes de quatre edificis en força mal estat, apuntalats amb estructura de pilars i jàsseres de metall. Recullen les entrades dels edificis i de botigues. Les formes dels arcs de suport de les voltes i exteriors són diverses (normalment d'arcs de punt rodó). El sostre de la porxada és de cairats de fusta. A l'interior hi ha una font neoclàssica datada el 1895.
Als anys 50, amb l'anomenat Pla Perpinyà, s'enderroca part d'altres edificacions semblants.